# 先基夫西克
48°2′18″N 24°51′27″E / 48.03833°N 24.85750°E
先基夫西克（烏克蘭語：Сеньківське），是烏克蘭的村落，位於該國西部伊萬諾-弗蘭科夫斯克州，由韋爾霍維納區負責管轄，面積1平方公里，2001年人口37，人口密度每平方公里37人。